# Clinocera conjuncta
Clinocera conjuncta är en tvåvingeart som beskrevs av Friedrich Hermann Loew 1860. Clinocera conjuncta ingår i släktet Clinocera och familjen dansflugor. Inga underarter finns listade i Catalogue of Life.